# Kaos (série de televisão)
Kaos é uma série de televisão britânica de humor negro baseada na mitologia grega que estreou em 29 de agosto de 2024 na Netflix.

## História
“Zeus tem uma ruga. Ele está preocupado que isso possa significar o fim do mundo e pode. Porque na Terra, um grupo de humanos inconscientes de sua importância ou de sua conexão uns com os outros descobrem que são partes componentes de uma antiga profecia. Eles descobrirão a verdade sobre os deuses e o que eles estão fazendo com os humanos? E, se descobrirem, serão capazes de detê-los?”

## Produção
Kaos é descrito como "uma recriação sombria e contemporânea da mitologia grega, explorando temas de política de gênero, poder e vida no submundo ".

### Desenvolvimento
Em 10 de junho de 2018, foi anunciado que a Netflix havia ordenado à produção um pedido de série. A série foi criada e programada para ser escrita por Charlie Covell. Os produtores executivos deverão ser Nina Lederman, Tanya Seghatchian e John Woodward. As empresas de produção envolvidas com a série devem incluir All3Media e Brightstar.
Em novembro de 2021, a Netflix anunciou o início das filmagens de cinco séries de sua base no Reino Unido, incluindo Kaos. A série tem produção da Sister para a Netflix. Jane Featherstone e Chris Fry são produtores executivos da Sister, com Katie Carpenter como produtora da série e Harry Munday como produtor. Georgi Banks Davies foi confirmado como diretor principal e Davies e Covell serão produtores executivos, assim como Nina Lederman.

### Casting
Em 27 de maio de 2022, Aurora Perrineau foi escalada como Riddy, uma dos protagonistas da série. Em 29 de junho de 2022, mais membros do elenco foram revelados, como Janet McTeer (Hera), David Thewlis (Hades), Nabhaan Rizwan (Dionísio), Cliff Curtis (Poseidon), Killian Scott (Orfeu), Leila Farzad (Ari) e Misia Butler (Caeneu) se juntaram à série. Outros membros do elenco são Rakie Ayola como Perséfone, Stanley Townsend como Presidente Minos e Stephen Dillane como Prometeu. Além disso, Billie Piper se juntou ao elenco em um papel secundário. Em 13 de julho de 2022, Jeff Goldblum foi escalado como Zeus, substituindo Hugh Grant, já que este último teve que desistir devido a problemas de disponibilidade de data. Em 22 de agosto de 2022, Debi Mazar se juntou ao elenco como a versão reinventada de Medusa.

### Filmagem
O início das filmagens na Espanha e na Itália foi relatado em 22 de agosto de 2022.

### Lançamento
O primeiro vídeo teaser da série, apresentando Goldblum, foi carregado no YouTube em 19 de março de 2024. A série foi lançada na Netflix em 29 de agosto de 2024.

## Recepção
No site agregador de resenhas Rotten Tomatoes, 76% das 51 avaliações dos críticos são positivas. O Metacritic, que usa uma média ponderada, atribuiu à série uma pontuação de 70 em 100, com base em 22 críticos, indicando avaliações "geralmente favoráveis".
A série recebeu avaliações razoáveis do público, incluindo uma nota 7,5 no IMDb; o programa passou quatro semanas no top 10 da Netflix após seu lançamento e atingiu o terceiro lugar na parada de TV em inglês em sua segunda semana, mas seu pico de audiência teve apenas 5,9 milhões de visualizações.

### Cancelamento
No final de outubro de 2024, a série foi cancelada. A atriz Aurora Perrineau (Eurídice) se pronunciou sobre o cancelamento;
“Quando comecei a fazer o teste para esse show, eu sabia que era especial, principalmente pelo fato de que os roteiros de Charlie Covell ressoaram comigo de uma forma que a maioria das coisas não tinha”. A Netflix não deu detalhes do motivo do cancelamento.